# はっちゃけ
はっちゃけは2006年10月より2013年3月までRKB毎日放送（RKBラジオ）で放送されていた若者向けバラエティ番組である。2011年4月16日放送分より大幅リニューアルし、タイトルも「はっちゃけ!!」となりパーソナリティーも一新した。

## 放送時間
帯番組時代は録音、土曜日に移ってからは生放送だった。いずれもJST。
- 月～木曜日：23:25～24:00（2006年10月～2007年3月）
- 土曜日：22:00～23:30（2007年4月～2008年3月）
  - 年に数回、送信施設の大規模なメンテナンスがある週は21:00からの放送となっていた。
  - 野球中継が放送開始時刻以降に延長した場合は、先に前番組である「ホークス歌の応援団 土曜版」を放送。
- 土曜日：21:00～23:30（2008年4月～2012年3月）
  - 野球中継が放送開始時刻以降に延長した場合、放送時間が短縮される（シーズンオフはフルタイム放送）。
  - 年に数回、送信施設の大規模なメンテナンスがある週は22:30までの放送になる。
- 土曜日：21:00～23:00（2012年4月～2013年3月）
  - 「HKT48のももち浜女学院」の開始により、放送時間短縮。

## パーソナリティ
- マミーゴ（川添麻美）：初代パーソナリティー
- 英太郎：初代パーソナリティー
- マチャコ（明光院昌子）：2009年4月4日放送分まで今週のVOICEを担当
- ワッキー（宮脇憲一）：マチャコの降板後、主に今週のVOICEを担当
- 山田としあき：2代目パーソナリティ／2011年4月16日～2013年3月
- 高原知子：2代目パーソナリティ／2011年4月16日～2013年3月

## コーナー

### 番組後期のコーナー
- 全力!山田笑点!
- ○○の条件
- 週間トモミー
- はっちゃけ・今週のVOICE･･・高原知子が街角や学校などでインタビューをするコーナー。
- ゲストコーナー･･･ゲストとのトークコーナー。このときはあらかじめ録音しておいたものを流す。

### 番組中期のコーナー
- マイ・ファースト・リクエスト･･･はっちゃけ内のリクエストコーナー。番組の1曲目にリスナーからのリクエスト曲を1曲流す。

特に番組に始めてメッセージを送る人からのリクエストを募集していた。
- はっちゃけ・ザ・ボート･･･パーソナリティが出した2つの選択肢をもとにリスナーからのお便りを紹介するコーナー。23:00過ぎに結果発表。
- 週間マミスポ･･･マミーゴがスポーツや芸能の話題についてトークするコーナー(2009年2月7日～)
- 目指せ！フジロック･･･はっちゃけでオリジナルソングを作って、フジ・ロック・フェスティバルを目指そうという無謀とも思えるコーナー。(2009年4月18日～)
- 教えてPTA･･･現役中高生の質問にPTAの大人たちが答えるコーナー。
- ゲストコーナー･･･ゲストとのトークコーナー。このときはあらかじめ録音しておいたものを流す。
- コン王への道･･･英太郎が合コンのテクニックを教えるコーナー。しかし、このコーナーへのメッセージ数は他のコーナーに比べるとものすごく少ない。最近は妄想劇場として展開。
- はっちゃけ・ランキング･･･今日のテーマに関したランキングをリスナーから募集し、発表するコーナー。
- はっちゃけ・トーナメントクイズ大会･･･はっちゃけ・勝ち抜きクイズバトルに移行。
- はっちゃぽ･･･はっちゃけ風のポエム。2008年4月から21時台のコーナーとして始まった。
- はっちゃケイタイ1・2・3･･･パーソナリティが出すひらがな一文字をキーワードとし、リスナーの携帯電話の予測変換機能を用いて、その一文字を打ったときに出てくる単語の優先順位を紹介するコーナー。
- はっちゃけ・タイムカプセル･･･番組でタイムカプセルを作ろうという企画で始まった。しかし、リスナーのメールをきっかけにオリジナルソングを作ろう！と言う企画に徐々に変化していった。
- 北九州おっぱいバレーリポート･･･映画「おっぱいバレー」の映画製作のことを主に紹介したコーナー。リポーターはマチャコ
- はっちゃけ・勝ち抜きクイズバトル･･･電話で2人の中高生リスナーがマミーゴの出す問題を答えあうコーナー。3点先取した時点で勝者が決定する。出題傾向としては学校の授業で習うものや最近のニュースなど幅広い。トーナメント方式だったクイズ大会が2008年12月13日放送分から勝ち抜き形式に変更。5週連続勝ち抜くと図書カード1万円分プレゼント(～2009年12月19日)
- 目指せ！ホノルル･･･目指せ！フジロックからコーナー移行。マミーゴのホノルルマラソン出場応援コーナー。マミーゴがマラソンの練習方法やホノルルに向けての状況を紹介

### 帯番組時代のコーナー
- はっちゃけ・ランキング･･･
  - 月曜日：レンタルDVDランキング
  - 火曜日：RKB J-POPランキング
  - 水曜日：コミックランキング
  - 木曜日：リスナーのオリジナルランキング
- 今夜のつぶやき･･･主にパーソナリティのフリートーク。リスナーからのお便りや、ゲストのインタビューなどもある。

## エピソード
この番組は、一部を除いてポッドキャスティングで配信しているが、ポッドキャスティング用の音源も2007年から配信している。